# Takeshi Saito
Takeshi Saito (født 1. juni 1979) er en tidligere japansk fodboldspiller.
Han har spillet for flere forskellige klubber i sin karriere, herunder Montedio Yamagata.